# バビロンXX
『バビロンXX』（原題：Вавилон XX）は、1979年に公開されたウクライナ・ソビエト社会主義共和国（ウクライナSSR）の映画で、監督はイヴァーン・ムィコライチュークが務めた。ドヴジェンコ・フィルム・スタジオで製作され、ヴァシル・ゼムリャクの小説『白鳥の群れ』（Лебедина зграя）を原作として、ウクライナの村で始まった集団化の初期を描いた詩的寓話映画である。撮影はウクライナのキエフ州オブーヒウ地区にあるヴィタチウ村とクレニチ村で行われた。
この映画は、「ウクライナ映画100傑」で10位にランクインしている。

## あらすじ
物語は、ウクライナの村「バビロン」を舞台に展開する。元水兵のクリム・シニツャが村に帰郷し、コミューンの設立を目指す。ロシア帝国の崩壊後も村はほとんど変わっておらず、ツァーリやその家族のグロテスクな彫像が残されている。シニツャはこれらの彫像を手榴弾で破壊する。
村の哲学者で棺職人のファビアンは、人生の意味を「道を歩むことではなく、道中で多くを見ること」と考えながら村に戻る。ダンコとルキャンの兄弟は、老いた母の世話をしながら結婚を考えるが、孤児のダリンカを家事手伝いとして雇う。ダリンカとルキャンは互いに惹かれ合うが、村の富豪ブベラがボリシェヴィキによる財産没収を恐れ、シニツャ暗殺を企てていることをダリンカが知る。
一方、ダンコはマルヴァに言い寄るが、彼女の夫アンドリヤンが病死すると、マルヴァはファビアンに心を寄せる。しかし、ファビアンは関係を拒み、理性の喪失を恐れる。マルヴァはコミューンに参加しようとシニツャを訪ねるが、彼に信頼されない。詩人のヤヴォルスキーと行動を共にするマルヴァに嫉妬したダンコは復讐を企てる。
兄弟の母が亡くなり、彼女が残した「宝」が梨の木の下に隠されていることが判明する。兄弟は宝を探すが、見つけたのは価値を理解できない古いコサックの武器だった。マルヴァはヤヴォルスキーとの間に子を宿すが、彼はブベラ率いるクルーク（富農）に殺される。ブベラは逮捕され、村は混乱に陥る。
正教の公現祭の夜、クルークたちがコミューン派を襲撃し、村人たちを扇動して反乱を起こそうとする。ダンコはクルーク側に、ルキャンとダリンカはコミューン側につく。ファビアンは血の流れるのを防ごうとするが、乱闘が始まり、クルークたちは逃亡。ダンコはマルヴァを撃とうとするが、誤ってファビアンを撃ってしまう。

## キャスト
- イヴァーン・ムィコライチューク - ファビアン
- リュボーフ・ポリシュチューク（ウクライナ語版） - マルヴァ
- レシ・セルジューク（ウクライナ語版） - ダンコ
- ヤロスラウ・ハヴリリュク（ウクライナ語版） - ルキャン
- タイーシヤ・リトヴィネンコ（ウクライナ語版） - プリシャ
- ボリスラフ・ブロン杜コフ（ウクライナ語版） - ヤフトゥショク
- リュドムィラ・チンシェヴァ（ウクライナ語版） - ダリンカ
- アナトーリー・ホスティコイェウ（ウクライナ語版） - 詩人ヴォロージャ・ヤヴォルスキー
- イヴァン・ハヴリリュク（ウクライナ語版） - シニツャ
- ヴィタリー・ロズスタリヌィ（ウクライナ語版） - ルバン
- コスティアンティン・ステパンコフ（ウクライナ語版） - 富豪ブベラ
- オルガ・マテシュコ（ウクライナ語版） - パルフェナ
- ヴォロディミル・ヴォルコフ（ウクライナ語版） - ラデンキイ（兄弟の一人）
- ヴァレンティン・フルディニン（ウクライナ語版） - ラデンキイ（兄弟の一人）
- ライーサ・ネダシュキウシカ（ウクライナ語版） - ルージャ
- ボリス・イフチェンコ（ウクライナ語版） - 修道士

### 端役
ヘンナジー・ボロトフ、ボリス・アレクサンドロフ、コスティアンティン・アルテメンコ、ヴォロディミル・ベレジニツィクィ、ヴァルヴァーラ・マスリウチェンコ（母）、V.フベンコ、N.ホルボフ、N.ホロベツィ、ステパン・ドネツィ、ムィハイル・クラマール、リュドムィラ・クズミナ、ドムィトロ・ムィルホロドシクィ、ヴィクトル・パンチェンコ、フェディール・ストゥリフン、V.チェルケス、ヴォロディミル・シャカロ、ムィコラ・シュトゥコ（パンコ）

## 製作

### スタッフ
- 脚本：ヴァシル・ゼムリャク、イヴァーン・ムィコライチューク
- 監督：イヴァーン・ムィコライチューク
- 撮影監督：ユーリー・ハルマシュ（ウクライナ語版）
- 美術監督：アナトリー・マモントフ（ウクライナ語版）
- 助監督：ヤロスラウ・ランチャク（ウクライナ語版）
- 撮影：A.リャザンツェフ、ユーリー・ユロフスキー
- 編集：ナタリヤ・アカヨモヴァ（ウクライナ語版）
- 音響：テチャナ・ボンダルチューク（ウクライナ語版）
- 衣装：アーラ・サパノヴィチュ（ウクライナ語版）
- メイク：ハリナ・ティシュレク（ウクライナ語版）
- 音楽：イヴァーン・ムィコライチューク（民謡はトロイストゥイ・ムズィーク（ウクライナ語版）による演奏、ムィコラ・スラク（ウクライナ語版）が歌唱）
- 特殊撮影：ムィコラ・シャバエフ（ウクライナ語版）
- 照明：V.ナドトチー
- 製作主任：ハリナ・セルジューク（ウクライナ語版）、ヴォロディミル・スメルチューク

### 製作背景
『バビロンXX』は、ウクライナの詩的映画がソビエト当局の検閲によって抑圧されていた時期に製作された。1974年のウクライナ共産党中央委員会総会で詩的映画は批判され、禁止された。原作小説『白鳥の群れ』自体が幻想的で比喩的な要素を多く含むため、映画化は困難を極めた。イヴァン・ムィコライチュクは1977年に脚本執筆を開始し、キャストには大学時代からの友人たちが多く起用された。俳優たちは本業以外の仕事を持ち、撮影はしばしば遅延した。
ムィコライチュクは、クロアチアの原始派画家イヴァン・ゲネラリッチの作品からインスピレーションを得て、独特の視覚的表現を追求した。撮影監督のユーリー・ハルマシュは、夜間シーンで赤外線フィルムを使用するなど革新的な手法を導入。撮影中、ハルマシュは実際にコサックの古い棺を発見するなど、異例のエピソードもあった。
撮影後、ムィコライチュクはフィルムが当局に没収されることを恐れ、金庫に隠した。1980年の全ソビエト映画フェスティバルで監督賞を受賞し、国際的にはロカルノ国際映画祭でプレミア上映された。2011年にはドヴジェンコ・センターにより修復され、DVD用にデジタル化された。

## ジャンル
ドヴジェンコ・フィルム・スタジオの芸術評議会は、本作のジャンルを「民話やロマン主義的・詩的な民衆伝承に根ざし、心理的リアリズムと自由な形式性を融合したもの」と評した。物語は詩的・音楽的な構造を持ち、ノスタルジー、喜劇、抒情劇が交錯するシンフォニーのような構成となっている。製作者たちは本作を「民衆浪漫的寓話」と定義した。
ムィコライチュクは1979年に次のように述べている：
この映画の出来事は、わずか50年前のものだが、国民の運命や心理、生活が大きく変わった今、遠い過去の童話のように感じられる。ファビアンは物語の中心であり、民衆の賢者であり哲学者として、人々とその行動に道徳的評価を下す。彼の人生の目的は、物事を見極め理解することにある。—イヴァン・ムィコライチュク

## 評価
評論家のリュドムィラ・レメシェヴァは、本作がウクライナ詩的映画の伝統を継承しつつ、過去の価値観が新しい時代でどう存在するかを探求していると指摘。たとえば、親の宝（コサックの武器）が「かつては生きていたが、今は本来の意味を失った」ことを象徴している。ファビアンは永遠の真理や故郷への愛を体現し、所有欲に駆られるダンコとは対照的である。
評論家ヴォロディミル・ニコネンコは、「本作は革命の激動期を民話のフィルターを通して描き、触覚的・感覚的な要素が理性的・概念的なものよりも重視されている」と評した。集団化の物語の背後には、男性が「高尚な愛」と「低俗な愛」の間で葛藤するマスクリン性の危機と、女性の立ち位置についての考察が隠されている。

## 受賞
- 1979年 - モロディスト（キエフ）最優秀作品賞
- 1980年 - 全ソビエト映画フェスティバル（ドゥシャンベ）最優秀監督賞（イヴァン・ムィコライチュク（ウクライナ語版））

## 文化的影響
- ウクライナの音楽グループタノク・ナ・マヨダニ・コンゴ（ウクライナ語版）のアルバム『ポジェジ・ムィスタ・バヴィロン（ウクライナ語版）』は、本作に影響を受けて名付けられた。